# Marnie McBeanová
Marnie Elizabeth McBeanová (* 28. leden 1968, Vancouver, Britská Kolumbie, Kanada) je bývalá kanadská veslařka.
Získala čtyři olympijské medaile, tři zlaté (dvojka bez kormidelníka a osmiveslice v Barceloně 1992, dvojskif v Atlantě 1996) a jednu bronzovou (párová čtyřka v Atlantě 1996). Její veslařskou partnerkou byla povětšinou Kathleen Heddleová.
Po skončení sportovní kariéry se přihlásila ke své homosexualitě.